# 判例集
判例集（はんれいしゅう）とは、判例を集めた出版物をいう。
判例を調べるために、また裁判などの法律実務における文書や法学研究・法学教育ための書籍・論文の中で判例を指定するために使用される。

## 登載される判例
一般に判例集に登載する裁判の選択は、最高裁判所に置かれている判例委員会でなされる（最高裁判所規則、判例委員会規程1,2条）。裁判所の行った裁判がすべて判例集に登載されるわけではなく、掲載された内容も大幅に省略されている場合がある。特に家事審判事件では、掲載されていても、プライバシー保護を理由に判決の主文と、理由の中の数行程度しかない場合もあり、事件そのものの内容が不明であることも多い。重要な判例はほぼ登載されていると考えてよいが、判例になるかどうか、判例として重要かどうかについては見解が分かれることもあり、たまに重要（と思われる）判例が登載されていないこともある。なお、判例集に載っているかどうかで判例としての効果に変わりがあるわけではない。また、重要な判例はいくつもの判例集に登載される。判例集そのものではないが、判例を多く掲載している書籍雑誌類も判例集に準じて扱われることがある。

## 判例集の種類

### 形式による区分
- 逐次刊行物の形式によるもの
- 加除式図書の形式によるもの

判例体系等
- 単行本の形式によるもの

### 作成・発行機関による区分
- 公式のもの

公的機関が公式に作成し発行しているもの
- それ以外のもの。

判例時報、判例タイムズ、法律新聞等

### 判例の登載範囲による区分
- 裁判の機関による区分

最高裁判所民事判例集・最高裁判所刑事判例集、高等裁判所判例集など
- 裁判の分野による区分

労働関係民事裁判例集、無体財産関係民事行政裁判例集など

### その他の区分
- 市販されているもの
- 市販されていないもの

最高裁判所裁判集民事編（集民）、最高裁判所裁判集刑事編（集刑）

## 主要な判例集とその略称
判例集に準じて扱われるものも含む。
- 最高裁判所民事判例集（民集）：公式判例集
- 最高裁判所刑事判例集（刑集）：公式判例集
- 最高裁判所裁判集民事編（集民、裁判集民、裁判集民事）：裁判所の内部資料とされており一部の大学等のみで閲覧可
- 最高裁判所裁判集刑事編（集刑、裁判集刑、裁判集刑事）：裁判所の内部資料とされており一部の大学等のみで閲覧可
- 最高裁判所民事判例特報
- 最高裁判所刑事判例特報
- 裁判所ウェブサイト：速報版・電子媒体
- 裁判所時報（裁時）：速報版・紙媒体
- 大審院民事判例集（民集）
- 大審院刑事判例集（刑集）
- 大審院民事判決録（民録）
- 大審院刑事判決録（刑録）
- 大審院刑事判決抄録（別名・大審院判決抄録・刑事）（刑抄録）
- 大審院民事判決抄録（別名・大審院判決抄録・民事）（民抄録）
- 高等裁判所民事判例集（高民、高民集、高裁民集）
- 高等裁判所刑事判例集（高刑、高刑集、高裁刑集）
- 東京高等裁判所民事判決時報（東高民時報）
- 東京高等裁判所刑事判決時報（東高刑時報）
- 高等裁判所刑事裁判特報×（高裁刑特報）
- 高等裁判所刑事判決特報（高刑判決特報）
- 高等裁判所刑事裁判特報（高刑裁判特報）
- 下級裁判所民事裁判例集（下民、下民集、下級民集）
- 下級裁判所刑事裁判例集（下刑、下刑集、下級刑集）
- 高等裁判所・地方裁判所・簡易裁判所民事裁判例特報
- 第一審刑事裁判例集（一審刑集、第一審刑集）
- 行政裁判月報（行月、行裁月報）
- 刑事裁判月報（刑月、刑裁月報）
- 家庭裁判月報（家月、家裁月報）
- 訟務月報（訟月） 法務省の訟務部門の内部資料・行政事件が中心・訟務検事の解説付
- 刑事裁判資料（刑資）
- 民事裁判資料（民資）
- 高等裁判所刑事判決特報（裁特）
- 高等裁判所刑事裁判特報
- 労働関係民事行政裁判資料
- 労働関係民事裁判例集（労民、労民集、労働民例集）
- 労働関係民事行政裁判資料（労裁資）
- 労働関係民事事件裁判集（労裁集、労働民集）
- 行政事件裁判例集（行集、行裁例集）
- 無体財産権関係民事・行政裁判例集（無体例集、無体財産例集）
- 審決取消訴訟判決集（取消集）
- 行政裁判所判決録（行録）
- 税務訴訟資料（税資）
- 交通事故による不法行為に関する下級裁判所民事裁判例集（交通下民集）、最高裁判所事務総局、法曹会
- 自動車保険ジャーナル、株式会社自動車保険ジャーナル
- 交通事故民事裁判判例集（交民）、不法行為法研究会、ぎょうせい
- 不法行為に関する下級裁判所民事裁判例集（不法下民集）
- 知的財産権関係民事・行政裁判例集（知的財産例集）
- 朝鮮高等法院判決録（朝高録）
- 大審院判決全集（判決全集）
- 判例時報（判時）：月3回発行　判例全般
- 判例タイムズ（判タ）：月2回発行　判例全般
- ジュリスト（ジュリ）：解説記事中心、有斐閣
- 文研保険事例研究会レポート（文研レポ）
- 金融・商事判例（金判）
- 旬刊金融法務事情（金法）
- NBL（NBL）
- 特許ニュース（ニュース）
- 労働判例（労判）　労働関係中心
- 労働法律旬報（労旬）
- 労働経済判例速報（労経速）
- 賃金と社会保障（賃社）
- 旬刊商事法務（商事）
- シュトイエル（シュト）：税務訴訟中心
- 月刊特許と企業（特企）
- 判例百選（百選）
- 法律新聞（新聞）：大審院時代の判例。現在発行されている法律新聞とは異なる。
- 月刊判例地方自治：行政事件中心
- 法律評論（評論）
- 法律学説判例評論全集（評論）
- 大審院判例拾遺（裁判拾遺）

## 参照判例・引用判例の略称
法律書や六法全書などで参照判例・引用判例が示される場合には以下のような略称が用いられることが多い。
- 最大判：最高裁判所大法廷判決
- 最大決：最高裁判所大法廷決定
- 最判：最高裁判所判決
- 最決：最高裁判所決定
- 大連判：大審院連合部判決
- 大連決：大審院連合部決定
- 大判：大審院判決
- 大決：大審院決定
- 東京高判：東京高等裁判所判決
- 東京高決：東京高等裁判所決定
- 東京地判：東京地方裁判所判決
- 東京地決：東京地方裁判所決定
- 東京地八王子支判：東京地方裁判所八王子支部判決
- 東京地八王子支決：東京地方裁判所八王子支部決定